# Six kakis

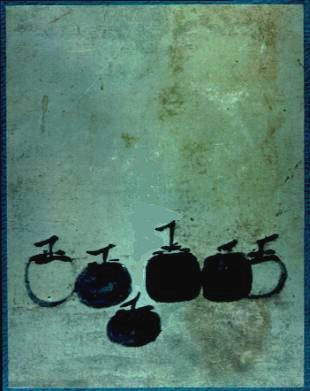

Six kakis est une peinture chinoise du treizième siècle du moine Mu Qi (Mu Ch'i), connu en Chine sous le nom Fa-Chang. Mu Qi est avec Liang Kai l'un des deux grands représentants du mode spontané de la peinture chinoise. Le tableau, qui date de la dynastie Song, représente six kakis semblant flotter sur de nature indéterminée mais habilement marbré. Il est peint à l'encre noire et bleue sur papier.
La peinture est devenue célèbre pour l'extraordinaire habileté des coups de pinceau. Leur finesse du modelé est souvent remarquée. Les coups de pinceau épais et minces qui modèlent le plus léger des kakis semblent le faire flotter par opposition au kaki brun à côté de lui. Le traitement des tiges et des feuilles rappellent les sinogrammes et montre un exceptionnel contrôle du pinceau.
« (les Six kakis) est la passion ... figée dans un calme extraordinaire ». Arthur Waley
Le tableau est actuellement exposé au musée Daitoku-ji à Kyoto.

## Sources
- Lee, Sherman E. (1994), A History of Far Eastern Art (5th ed.), Harry N. Abrams Inc., New York, NY
- Waley, Arthur (1923), An Introduction to the Study of Chinese Painting, Benn, London